# Дикий мед (фільм, 1966)
Про однойменний американський фільм див. Дикий мед (фільм, 1922)
«Дикий мед» — радянський художній фільм, знятий режисером Володимиром Чеботарьовим на кіностудії «Мосфільм» в 1966 році. Екранізація однойменного роману Леоніда Первомайського. Прем'єра фільму відбулася 10 липня 1967 року.

## Сюжет
Фільм про героїку і будні Великої Вітчизняної війни, про кохання в умовах війни, почуття, яке ледь намітилося і різко обірвалося війною. 1943 рік. За завданням військової газети фотокореспондент Варвара Княжич відправляється на передову, щоб зробити кілька знімків підбитого потужного німецького танка «Тигр». У бойовій обстановці їй доводиться зіткнутися зі складними відносинами між офіцерами і підлеглими. Варварі вдається домогтися скасування жорстокого і несправедливого розстрільного вироку, винесеного судом бронебійнику Федяку, який втік з поля бою від «Тигрів». Пізніше під час бою майор трибуналу, який його засудив, опиняється з Федяком в одному окопі… Під час виконання журналістського завдання Варя опиняється буквально за два кроки від смерті. Але саме тут їй судилося знайти своє кохання… Глибоким почуттям за недовгий час знайомства переймається вона до мужнього полковника Лажечникова, який разом з Федяком героїчно гине в найближчому бою.

## У ролях
- Алла Ларіонова —  Варвара Княжич, військовий кореспондент
- Володимир Самойлов —  Лажечников, полковник
- Володимир Ємельянов —  Родіон Павлович Костецький, генерал-майор
- Гурген Тонунц —  Гулоян, боєць-бронебійник
- Валентин Зубков —  Сербін, майор
- Лев Іванов —  Олексій Петрович Савичев, генерал
- Станіслав Чекан —  Федір Савич Федяк, бронебійник
- Юрій Кірєєв —  Кустов, танкіст
- Віктор Файнлейб —  Шрайбман, бронебійник
- Всеволод Сафонов —  Саша, чоловік Варвари, геолог
- Микола Погодін —  Жук, капітан
- Олександр Лебедєв —  Васьков, водій
- Віктор Уральський —  Кукурєчний, лейтенант
- Валентина Ананьїна —  військова регулювальниця
- Павло Винник —  геолог
- Євген Жариков —  епізод
- Віктор Колпаков —  Зубарєв, солдат
- Геннадій Крашенинников —  Ваня, ад'ютант Костецького
- Дмитро Масанов —  Андрій Гнатович, командир дивізії, полковник
- Маргарита Меріно —  епізод
- Нодар Мгалоблішвілі —  військовий в бліндажі
- Володимир Маренков —  Грицай, сержант
- Юрій Мартинов —  полонений німець
- Раднер Муратов —  військовий лікар
- Данило Нетребін —  капітан Мурашко, розвідник
- Лев Поляков —  начальник геологічної експедиції
- Петро Савін —  Зубченко, солдат
- Микола Сморчков —  Орлов, бронебійник
- Тамара Совчі —  медсестра
- Володимир Тикке —  Петриченко, ад'ютант Савічева
- Володимир Ферапонтов —  Володя, танкіст
- Сергій Юртайкін —  геолог
- Олена Строєва — епізод

## Знімальна група
- Режисер — Володимир Чеботарьов
- Сценарист — Леонід Первомайський
- Оператори — Альфредо Алварес, Юрій Гантман
- Композитор — Веніамін Баснер
- Художник — Євген Серганов